# شویدنو (استان اشوی‌داشکسیه)
شویدنو (به لهستانی: Świdno) یک منطقهٔ مسکونی در لهستان است که در گمینا کراسوچین واقع شده‌است. شویدنو ۳۸۰ نفر جمعیت دارد.